# Monts Princess Margaret
Les monts Princess Margaret sont une chaîne de montagnes située l'île Axel Heiberg au Nunavut au Canada. Elle fait partie de la cordillère Arctique. Son point culminant est le pic Outlook à 2 210 m d'altitude.